# Мара Мару
«Мара Мару» (англ. Mara Maru) — нуаровый приключенческий экшн режиссёра Гордона Дугласа, который вышел на экраны в 1952 году.
Фильм рассказывает о водолазе-спасателе Грегори Мейсоне (Эррол Флинн), который находит на морском дне около филиппинского побережья инкрустированное драгоценными камнями золотое распятие. Распятие принадлежит манильскому кафедральному собору, и затонуло, когда его перевозили, чтобы спасти от японских захватчиков во время Второй мировой войны. За распятием охотится тёмный делец (Рэймонд Бёрр), а также местные католики, которым симпатизирует подруга Мейсона (Рут Роман). В итоге распятие оказывается у Мейсона, который после душевных терзаний всё-таки возвращает его представителям церкви.
Как указывает Босли Краузер, «название фильма — это просто название небольшого корабля, на котором (герои фильма) отправляются добывать подводные сокровища, и который позднее налетает на скалы».
После выхода на экраны фильм получил низкие оценки критики из-за слабости сюжета и постановки, а также вялой игры звёзд, особенно Эррола Флинна.

## Сюжет
В Маниле вскоре после окончания Второй мировой войны двое американцев — Грегори Мейсон (Эррол Флинн) и Энди Каллахан (Ричард Уэбб) — образовали компанию, занимающуюся подводными спасательными работами в прибрежных водах. Однажды во время очередного погружения Мейсона срочной телеграммой вызывают в офис компании, где его поджидает лейтенант полиции Зюнон (Дэн Сеймур). Как выясняется, прошлой ночью Каллахан был убит в баре, после того, как в пьяном состоянии хвастался о найденных им затонувших сокровищах. Он говорил, что вскоре разбогатеет, а также угрожал убить Мейсона. Как подозревает Зюнон, Мейсон мог убить Каллахана как из-за сокровищ, так и из-за жены Калахана Стеллы (Рут Роман), с которой у Мейсона когда-то был роман. Хотя Стелла по-прежнему любит Мейсона, тем не менее, он не переступает грань чисто дружеских отношений с ней.
Зюнон задерживает Мейсона и доставляет его в участок, однако вскоре там появляется адвокат Стивен Ранье (Пол Пичерни), который утверждает, что видел убийцу. Хотя он и не может его точно описать, однако заявляет определённо, что это был не Мейсон. Выйдя из участка, Ранье предлагает Мейсону свои услуги в поиске настоящего убийцы Калахана. Вскоре Ранье знакомит Мейсона с Броком Бенедиктом (Рэймонд Бёрр), процветающим торговцем тропическими рыбами, который вёл дела с Каллаханом. Бенедикт предлагает Мейсону совместно взяться за розыск бриллиантов стоимостью миллион долларов, которые затонули у филиппинского побережья во время войны. Бенедикт напоминает Мейсону, что во время войны тот был капитаном торпедного катера, а Каллахан — его старшим помощником. Когда Манила оказалась под угрозой японской оккупации, началась эвакуация, в ходе которой человеку по имени Ортега было поручено вывезти на их катере коробку с бриллиантами на сумму в миллион долларов. Мейсон вспоминает, что действительно был такой человек, однако когда катер затонул, он погиб со всеми, кто был на борту, за исключением Мейсона и Каллахана. Бенедикт предлагает Мейсону найти эти драгоценности и разделить их на три части, включая Стеллу как жену Каллахана, однако Мейсон отказывается, решив найти сокровища в одиночку. Когда он возвращается в свой офис, его встречает Ортега (Джордж Ренавент), брат человека, затонувшего на корабле, который просит ему помочь, однако Мейсон принимает его за убийцу Каллахана и грубо прогоняет его.
На следующий день Мейсон узнаёт, что Стелла, которая в своё время ушла от него к Каллахану, так как не могла жить в постоянном стрессе из-за его рискованной работы, собирается вернуться в США. Мейсон предлагает ей жениться и вернуться в Америку вместе после того, как он раздобудет сокровища, однако она ему не верит и уезжает в аэропорт. Тем же вечером корабль Мейсона, который стоит в порту, гибнет в загадочном пожаре. В этом же пожаре погибает Перол, младший брат верного помощника Мейсона по имени Мануэло (Роберт Кабал). После похорон Перола Бенедикт предлагает Мейсону свой корабль «Мара Мару», который будет снабжён всем необходимым для поиска сокровищ. Мейсон соглашается, но настаивает на том, чтобы только он знал курс корабля, и чтобы на борту были только он с Мануэло и Бенедикт со своим слугой Фортуно (Говард Чуман), а также Ранье. Когда они выходят в море, Мейсон узнаёт, что на борту находится и Стелла. Чтобы проверить Бенедикта, Мейсон начинает погружение не в том месте, где затонул его катер. Пока он находится под водой, Ранье выводит из строя радиосвязь. Хотя Мейсон и не знает, кто именно испортил радио, он приходит к заключению, что его собираются обмануть. Тем временем Бенедикт начинает активно ухаживать за Стеллой, которая с его слов понимает, что после получения сокровищ он собирается убить Мейсона. Она рассказывает об этом Мейсону. Говоря, что любит его, Стелла предлагает немедленно бросить экспедицию и уехать в США, где вместе начать новую жизнь. Однако Мейсон отвечает, что намерен сначала найти сокровища.
Когда они прибывают на место затонувшего катера, Мейсон разбивает компас, зная, что скоро начнётся шторм. После чего он погружается под воду и некоторое время спустя поднимается наверх с коробкой, в которой находится керамический крест, внутри которого спрятан большой золотой крест, инкрустированный драгоценными камнями. Завладев распятием, Бенедикт вместе с Ранье пытается выбросить Мейсона за борт. Однако когда Мейсон сообщает им, что компас разбит, и довести корабль до порта сможет только он, Бенедикт и Ранье останавливаются. Вскоре, когда Мейсон спрашивает Ранье, на чьей тот стороне, адвокат отвечает, что на стороне того, кто победит. Вскоре начинается шторм, в ходе которого трое мужчин ведут отчаянную борьбу за распятие, в то время, как оставшийся за штурвалом Мануэло направляет корабль прямо на берег. Удар о берег позволяет Мейсону выхватить распятие, и вместе со Стеллой и Мануэло убежать в джунгли. Когда Ранье неожиданно помогает Мейсону бежать, Бенедикт убивает его и вместе с Фортнато бросается за троицей в погоню.
Тем временем во время привала между Мейсоном и Мануэло возникает спор о том, как поступить с распятием. Так как распятие принадлежит кафедральному собору Манилы, верный католик Мануэло настаивает на том, чтобы вернуть его церкви, и Стелла поддерживает его. Мейсон же, который хочет продать распятие и выручить за него миллион долларов, избивает Мануэло. После этого, пока Мейсон и Стелла спорят между собой, Мануэло хватает распятие и убегает. Мейсона мучает совесть из-за того, что он избил своего верного помощника, особенно после того, как Стелла заявляет, что ради денег Мейсон способен убить человека. В темноте ночи Мануэло добирается до собора, на следующий день там же появляются Мейсон и Стелла, но они не могут его найти. Вскоре Мейсон замечает, как в собор входит Ортега, и, оставив Стеллу на улице, незаметно следует за ним в подземный лабиринт. Когда Мейсон останавливает Ортегу, тот рассказывает, что попросил Каллахана помочь вернуть церкви распятие, которое доверили его брату во время войны, однако, узнав об этом, Бенедикт убил Каллахана. Затем Мейсон силой отбирает распятие у Ортеги, который умоляет вернуть его церкви, и уходит. В этот момент появляются Бенедикт и Фортунато, которые открывают по Мейсону огонь. Начинается преследование по подземному лабиринту, в ходе которого Ортега спасает Мейсона, выводя его в вестибюль, ведущий на улицу и к алтарю, но сам получает ранение. Вскоре появляется вызванная Стеллой полиция, которая арестовывает Бенедикта и Фортунато, однако Ортега умирает, последний раз взывая к благородству Мейсона. После некоторых размышлений Мейсон передаёт распятие Мануэло, чтобы тот вернул его на алтарь, а затем удаляется вместе со Стеллой.

## В ролях
- Эррол Флинн — Грегори Мейсон
- Рут Роман — Стелла Каллаган
- Рэймонд Бёрр — Брок Бенедикт
- Пол Пичерни — Стивен Ранье
- Ричард Уэбб — Энди Каллаган
- Дэн Сеймур — лейтенант Зюнон
- Джордж Ренавент — Ортега
- Роберт Кабал — Мануэло
- Анри Марко — Перол

## Создатели фильма и исполнители главных ролей
Как отметил историк кино Ричард Харланд Смит, «фильм поставил Гордон Дуглас, более всего известный как режиссёр научно-фантастического фильма „Они!“ (1954), а оператором был Роберт Бёркс, который в дальнейшем снял такие фильмы Хичкока, как „Окно во двор“ (1954), „Вертиго“ (1958) и „На север через северо-запад“ (1959)».
По словам Смита, к моменту съёмок этого фильма «карьера Эррола Флинна на студии Warner Brothers уже шла на спад». В своё время Флинн прославился романтическими ролями в таких приключенческих фильмах, как «Одиссея капитана Блада» (1935), «Приключения Робина Гуда» (1938), «Морской ястреб» (1940) и «Они умерли на своих постах» (1941). Как отметил Эдвин Шаллерт из «Лос-Анджелес Таймс», «это был последний фильм Флинна на студии Warner Bros, где он начинал в 1935 году. Однако позднее он ещё дважды возвращался на студию для съёмок в фильмах „Хозяин Баллантрэ“ (1953) и „Слишком много, слишком скоро“ (1958)».
Партнёрша Флинна, контрактная актриса Warner Bros Рут Роман перед этой картиной только что закончила съёмки в фильме Хичкока «Незнакомцы в поезде» (1951). Среди других значимых картин Роман этого периода — фильмы нуар «Окно» (1949), «За лесом» (1949), «Завтра будет новый день» (1951) и «Молния бьёт дважды» (1951), а также вестерны «Даллас» (1950) и «Далёкий край» (1954). Однако, как отмечает Смит, «самое выдающееся морское приключение ожидало Роман в будущем, когда она в реальной жизни спаслась вместе со своим 3-летним сыном Ричардом (зачатым сразу после завершения „Мара Мару“) с тонущего океанского лайнера „Андреа Дориа“ в 1956 году».

## Работа над фильмом
Рабочее название фильма — «Манила» (англ. Manila).
Согласно рабочим материалам Warner Bros, для съёмок в фильме Рэймонд Бёрр похудел на 120 фунтов.
По информации Американского института киноискусства, во время производства фильма Рут Роман была госпитализирована с травмой руки, а во время съёмок эпизода с пожаром Эррол Флинн опалил брови и обжог лицо.
Специально для съёмок фильма ювелир из Беверли-Хиллс Дэвид Заквин вместе с сыновьями Ариелем и Джозефом разработал и изготовил инкрустированный драгоценными камнями крест.
По информации «Голливуд Репортер» от ноября 1951 года, фильм частично снимался на натуре на острове Бальбоа, в гавани Сан-Педро в Лос-Анджелесе (изображавшей порт Манилы), и в Миссии Сан-Фернандо в Южной Калифорнии.
Как отмечает Смит, во время съёмок фильма Флинн находился в плохой физической форме — «у него была больная спина, слабое сердце и рецидивирующая малярия, которую он получил в молодости во время путешествий в Папуа-Новой Гвинее. Кроме того, чтобы справиться с болью и скукой, он пил всё больше и больше». Однако несмотря на это, «Флинн был настоящим профессионалом и продержался до конца производства „Мара Мару“ в конце 1951 года». Позднее режиссёр Гордон Дуглас вспоминал, что Флинн «был великолепен до трёх часов дня. Когда в это время я заходил в его гримёрную комнату, мы разговаривали, при этом он выпивал, как я думал, стакан воды. Но на самом деле это был чистый джин. Когда он выходил на съёмочную площадку, он уже был пьян. Он начинал мямлить. Я прерывал съёмку и говорил ему, что он портит сцену. Он отвечал, что он в порядке. Тогда я снял один дубль и напечатал его, и на следующее утро он пришёл в ужас от увиденного. „Уничтожь эту плёнку!“ — сказал он. Эррол был хорошим человеком, но, к сожалению, очень крепко пил».

## Оценка фильма критикой
После выхода фильма на экраны обозреватель Босли Краузер в газете «Нью-Йорк Таймс» назвал его «скучным зрелищем». Он написал, что «бессмысленное название фильма является не единственным неясным и неинтересным обстоятельством этого затхлого приключенческого фильма». По словам критика, история «унылая, запутанная и крайне утомительная, а когда, наконец, начинаются поиски подводных сокровищ, это показано избито и в эмоциональном плане слабо».
По мнению Мэй Тайни из Chicago Daily Tribune, сюжет «утомительно запутан», а сам фильм «нелепый» и вообще «слабый».
C другой стороны, Филипп Шауэр из «Лос-Анджелес Таймс» пришёл к заключению, что «хотя сцены экшна вряд ли можно назвать оригинальными,… они привлекают внимание и в немалой степени захватывают. Что расстраивает больше всего в фильме, это то, что актёры слишком много говорят».

## Оценка актёрской игры
По мнению Краузера, «Эррол Флинн и Рут Роман в качестве звёзд оставляют впечатление утомлённых и безразличных ко всему происходящему». Хэл Эриксон также отмечает, что «актёрский состав фильма возглавляет очень усталый на вид Эррол Флинн».